# Landesbaupreis Mecklenburg-Vorpommern
Der Landesbaupreis Mecklenburg-Vorpommern ist ein Architekturpreis, der alle zwei Jahre vergeben wird und herausragende Bauwerke in Mecklenburg-Vorpommern würdigt.

## Auslobung und Organisation
Der Landesbaupreis wird gemeinschaftlich vom Ministerium für Energie, Infrastruktur und Digitalisierung (ehemals Ministerium für Verkehr, Bau und Landesentwicklung), der Architektenkammer sowie der Ingenieurkammer Mecklenburg-Vorpommern ausgelobt.
Teilnahmeberechtigt sind Architekten und Ingenieure mit Bauprojekten, die in den jeweils vergangenen fünf Jahren fertiggestellt wurden.
Seit 2008 wird der Preis in den Kategorien „Bausumme bis 500.000 Euro“ und „Bausumme ab 500.000 Euro“ ausgelobt. Der Preis steht jeweils unter einem Leitthema. So sollen 2012 Projekte beim Neubau und beim Bauen im Bestand ausgezeichnet werden, die unter nachhaltigen Gesichtspunkten in ästhetischer, funktionaler, wirtschaftlicher und ökologischer Hinsicht hohen Qualitätsansprüchen genügen.
Ausgezeichnet werden alle am Bau beteiligten Architektur- und Ingenieurbüros mit dem Bauherren gemeinsam. Der Preis ist mit insgesamt 10.000 Euro dotiert. Die beiden Gewinner des Landesbaupreises erhalten jeweils 4000 Euro, für Belobigungen stehen insgesamt 2000 Euro zur Verfügung. Gegebenenfalls kann die Jury Sonderpreise vergeben. 2012 erfolgt die Preisverleihung auf einer Festveranstaltung im Pommerschen Landesmuseum in Greifswald.
Die prämierten Arbeiten werden in einer Ausstellung gezeigt.

## Liste der Preisträger
| Jahr | Ausgezeichnete Architektur                                         | Auftraggeber / Bauherr                                    | Verantwortliche Architekten                                            |
| ---- | ------------------------------------------------------------------ | --------------------------------------------------------- | ---------------------------------------------------------------------- |
| 1998 | Gymnasium Crivitz, Crivitz                                         | Landkreis Schwerin/Parchim                                | Böge Lindner K2 Architekten (Hamburg)                                  |
| 2000 | Gemäldegalerie Greifswald                                          | Stiftung Pommersches Landesmuseum                         | Sunder-Plassmann (Kappeln)                                             |
| 2002 | Konzertkirche Neubrandenburg                                       | Stadt Neubrandenburg                                      | Pekka Salminen (Helsinki)                                              |
| 2004 | Scheune am Schaalsee, Techin                                       | privat                                                    | Petersen, Pörksen und Partner (Lübeck)                                 |
| 2006 | Kriminaltechnisches Institut des LKA Mecklenburg-Vorpommern, Rampe | Betrieb für Bau und Liegenschaften Mecklenburg-Vorpommern | Busmann + Haberer (Berlin)                                             |
| 2008 | Zentrum für Zahn-, Mund- und Kieferheilkunde, Greifswald           | Betrieb für Bau und Liegenschaften Mecklenburg-Vorpommern | Heinle, Wischer und Partner (Berlin)                                   |
|      | Dorfkirche Barkow, Barkow                                          | Ev.-Luth. Kirchgemeinde Barkow                            | stadt + haus architekten (Wismar)                                      |
| 2010 | Druck- & MedienCenter der optimal media, Röbel/Müritz              | optimal media GmbH                                        | Moritz Müller, Architekt; Ulrich Vollborn, Industriedesigner (Hamburg) |
|      | Haus Lambrecht, Zingst                                             | privat                                                    | Melchert + Kastl (Rostock)                                             |
| 2012 | Internationale Schule in Schwerin                                  | Das Schelfhaus GmbH                                       | Petersen, Pörksen und Partner (Lübeck)                                 |
|      | Wohnhaus Papenstraße Stralsund                                     | privat                                                    | gnadler.meyn.woitassek (Stralsund)                                     |
| 2014 | Kunstmuseum Ahrenshoop                                             | Kunstmuseum Ahrenshoop e. V.                              | Staab Architekten (Berlin)                                             |
|      | Scheunentrio Prerow                                                | privat                                                    | Norbert Möhring (Born a. Darß)                                         |
| 2016 | Klosterkirche Dargun                                               | Stadt Dargun                                              | Martin Beyer (Rostock)                                                 |
|      | Kulturquartier Mecklenburg-Strelitz                                | Stadt Neustrelitz                                         | Bruno Vennes (Berlin)                                                  |
| 2019 | Plenarsaal des Landtages in Schwerin                               | Land Mecklenburg-Vorpommern                               | Dannheimer & Joos (München)                                            |
|      | Wohnhaus Kemnitzerhagen                                            | privat                                                    | Scheuring u. Partner (Köln)                                            |

### Publikumspreis
Im Jahr 2014 wurde erstmals der Publikumspreis des Landesbaupreises MV vergeben. Der Gewinner wurde bei einer Online-Abstimmung ermittelt.
| Jahr | Ausgezeichnete Architektur    | Auftraggeber / Bauherr | Verantwortliche Architekten                               |
| ---- | ----------------------------- | ---------------------- | --------------------------------------------------------- |
| 2014 | Neue Drehbrücke Malchow       | Stadt Malchow          | Thiele & Partner (Neustrelitz), Autzen & Reimers (Berlin) |
| 2016 | Zwei Ferienhäuser, Ahrenshoop | privat                 | Andrés Gorini, Sibylle Streck (Berlin)                    |